# Mīna Tominaga
Yoshiko Masumoto (増本 美子?, Masumoto Yoshiko; Hiroshima, 3 aprile 1966) è un'attrice, doppiatrice e cantante giapponese.
È meglio conosciuta col nome d'arte Mīna Tominaga (冨永 みーな?, Tominaga Mīna). La sua carriera di seiyū ha avuto inizio nel 1975.

## Vita privata
Il 29 giugno 1990 Miina ha sposato il suo collega Kazuki Yao, dal quale ha poi divorziato. Nell'agosto 2001 ha invece sposato Shōichirō Masumoto, dal quale ha avuto una figlia nel 2002.

## Doppiaggio

### Serie animate
- Akazukin Chacha (Doroshī, Hoka Oyuki)
- Alvin rock 'n' roll (Brittany Miller)
- Rascal, il mio amico orsetto (Alice Stevenson)
- Astro Boy (Bea-chan)
- Bikkuriman 2000 (Takeru)
- Chikkun Takkun (Miko Minamida)
- D.Gray-man (Fō)
- DNA² (Karin Aoi)
- Dai - La grande avventura (Maam)
- Fruits Basket (Ritsu Sōma)
- Ginga hyōryū Vifam (Clare Barbland)
- Hell Teacher Nūbē (Miki Hosokawa)
- Ken il guerriero (Lin)
- Maison Ikkoku (Kozue Nanao)
- Mobile Police Patlabor (Noa Izumi)
- Paranoia Agent (Kamome)
- Sandy dai mille colori (Kakimaru)
- Evelyn e la magia di un sogno d'amore (Persia Hayami)
- Porphy no nagai tabi (Mariannu)
- Kenshin samurai vagabondo (Myōjin Yahiko)
- Sazae-san (Hayakawa-san (seconda voce), Ukie Isazaka (seconda voce), Katsuo Isono (terza voce))
- Shura no toki (Oryō)
- Soreike! Anpanman (Akugidori (seconda voce), Shirokabu-kun, Tsumire-chan, Rollpanna)
- Tartarughe Ninja alla riscossa (BS2 dub) (April O'Neil)
- I favolosi Tiny (Babs Bunny)
- Ransie la strega (Yōko Kamiya)
- Touch (Kaori Shinozuka (prima serie), Yuka Nitta (seconda serie))
- Undersea Super Train: Marine Express (Pinoko)
- Yu-Gi-Oh! (Ailean Rao)
- Smile Pretty Cure! (Majorina)
- Georgie (Becky Clarke, ep. 15)

### OAV
- Birth (Rasa)
- Karuizawa Syndrome (Eri Tsunoda)
- Kyūkyoku Chōjin R (Shīko Horikawa)
- Maps (Ripuradō Gaisu)
- Yōma (Aya)

### Film d'animazione
- Nausicaä della Valle del vento (Rastel)
- Patlabor: The Movie (Noa Izumi)
- Patlabor: The Movie 2 (Noa Izumi)
- The Star of Cottonland (Chibi-neko)
- Tatsu no Kotarō (Aya)
- WXIII: Patlabor the Movie 3 (Noa Izumi)

### Videogiochi
- Atelier Elie ~The Alchemist of Salburg 2~ (Romauge Bremer, V)
- Dragon Quest XI S: Echi di un'era perduta - Edizione Definitiva (La Veggente)
- Idol Janshi Suchie-Pai series (Rumi Sasaki)
- Imagination Science World Gulliver Boy (Phoebe)
- Last Bronx (Lisa Kusanami)
- Magical Drop III (Wheel of Fortune, Judgement, Temperance)
- Metal Slug (versione PS1) (Sophia Greenville)
- Metal Slug Infinity (Sophia Greenville)
- Snatcher (Mika Slayton, Katherine Gibson)
- The King of Fighters 2001 (Ángel)
- Winning Post 3 (Mii Tomino)

### Altri ruoli
- Ally McBeal (Hope Mercey)
- Dae Jang-geum (Jang-deok)
- L'esorcista (TBS edition) (Regan MacNeil)
- La casa nella prateria (Carrie Ingalls)